# Билборд (фильм)
«Билборд» (польск.: Billboard) — польский фильм 1998 года режиссёра Лукашаа Заджинскиго.

## Сюжет
Сотрудник рекламного агентства Куба получает от своего начальника задание найти участвовавшую в съемках для билборда, но затем неожиданно пропавшую, привлекательную русскую модель Машу. От этого зависят деньги, выделяемые на рекламную кампанию от заказчика.
Но его поиски превращаются в частное расследование в опасном мире порнографии и сексуальных преступлений.
От знакомится с Таней, подругой Маши, от которой узнаёт, что русские модели часто пропадают, и уже ходит слух о маньяке. Придя по адресу, где жила Маша, они случайно становятся свидетелями убийства, а в руках Кубы оказывается оставленная Машей кассета.
Именно эту кассету ищут убийцы. Там зафиксирована сцена жестокого убийства молодой русской модели — snuff movie. В записи Куба находит элементы, свидетельствующие о том, что в съёмках замешан кто-то из его рекламного агентства, и готовится ещё одна съёмка. Куба понимает, что «актрисой» этого кино станет следующая девушка, появившаяся на билборде, и это Таня, но Кубе, влюблённому в неё, в последнюю минуту удаётся спасти девушку.
Организатором страшного бизнеса оказывается его начальник — шеф рекламного агентства, но его мотив не деньги и даже не садизм: съёмки снафф муви — антиреклама боли и смерти — его месть идеальному миру, показываемому в рекламе, оборотная сторона билборда.

## В ролях
- Рафал Мацьковяк — Куба Альхимович
- Анджей Северин — директор агентства
- Богуслав Линда -Сьлиски
- Пётр Фрончевский — «Калека»
- Павел Кукиз — «Жила»
- Елена Лазуткина — Маша
- Екатерина Гусева — Таня
- Миколай Грабовский — инспектор полиции
- Юстына Стечковская — Анита, работница агентства
- Пётр Гонсовский — Толстяк, работник агентства
- Ярослав Костшева — Лысый, работник агентства
- Эльжбета Яросик — мать «Жилы»

## Фестивали
- 1999 — Польская кинонаграда «Орлы» — номинация в категории «за лучшую сценографию» (Януш Сосновский)

## О фильме
Фильм был популярен у зрителей, но имел отрицательную прессу.

«Биллборд» был беспрецедентным образом зарыт в землю национальной критикой. Между тем, это довольно приличный триллер, превосходящий многие американские постановки, с несколько удивительным финалом, но интригующе демонстрирующий реальность рекламных агентств, преступного мира и русских иммигрантов.
Оригинальный текст (пол.)"Billboard" Łukasza Zadrzyńskiego, film, którego jest pan współscenarzystą, został przez krajową krytykę w sposób bezprecedensowy wdeptany w ziemię. Zszedł z ekranów, dostępny jest tylko na wideo. Tymczasem to całkiem przyzwoity thriller, lepszy od wielu amerykańskich produkcji, z nieco zaskakującym finałem, ale intrygująco pokazujący rzeczywistość agencji reklamowych, światka przestępczego i rosyjskich imigrantek za chlebem. 
— Jacek Cieślak, Rzeczpospolita, nr 189, 1999

Для меня «Биллборд» — это любовная история поляка и россиянки в конце 90-х. … Между тем критика фильма была ужасной. В полонистике меня учили, что то, что говорят герои, не следует отождествлять с тем, что имеет в виду автор. Между тем, то, что в финале бредит сумасшедший, психопат — приписывается нам как тезис фильма.
Оригинальный текст (пол.)Dla mnie "Billboard" to taka miłosna historyjka Polaka i Rosjanki z końca lat 90. ... Tymczasem masakra filmu była straszliwa. Na polonistyce uczono mnie, że tego, co mówią bohaterowie nie należy utożsamiać z tym, co ma na myśli autor. Tymczasem to, co w finale bredzi wariat, psychopata - przypisano nam jako tezę filmu.
— со-сценарист фильма Януш Гловацкий